# السكري والحمل
تواجه النساء الحوامل اللواتي لديهن مرض السكري، تحديات كبيرة للأم والجنين معاً. إذا كانت المرأة حاملاً وتعاني من مرض السكري أو تطور مرض السكري أثناء الحمل، يمكن أن تؤدي إلى ولادة مبكرة، أو تشوهات الخلقية عند الولادة أو أطفال بحجم كبير.
يجب التأكيد على التخطيط مسبقا إن أراد المصاب بسكري النمط الأول أو سكري النمط الثاني، ويجب مراقبة مستوى الغلوكوز في الدم وبشكل صارم حتى قبل حدوث الحمل.

## عِلم وظائف الأعضاء (الفسيولوجيا)
خلال الحمل الطبيعي، تحدث العديد من التغيرات الفسيولوجية مثل: زيادة إفراز الهرمونات التي تنظم مستويات الغلوكوز في الدم، عبور الغلوكوز إلى الجنين، بطء إفراغ المعدة، زيادة إفراز الغلوكوز عن طريق الكلى، ومقاومة الخلايا للأنسولين.

## الأخطار على الطفل
إن مخاطر مرض السكري على تطور الجنين تتضمن: احتمال الإجهاض وتقييد النمو، وتسارع نمو الجنين السمنة (عَمْلَقَة)، مَوَهُ السَّلَى (polyhydramnio) والعيوب الخلقيه.
وإن استمرار الحمل مع مستويات غير مضبوطة من الغلوكوز في الدم عند الأم، يجعل الأطفال أكثر عرضة في المستقبل للسمنة، مقاومة الخلايا للأنسولين، السكري النمط الثاني، ومتلازمة التمثيل الغذائي.
وقد تم ربط السكري النمط الأول عند الأم أو السكري الحملي بالمشاكل التالية عند الأطفال: العجز العصبي والإدراكي المعتدل، بما في ذلك زيادة أعراض اضطراب فرط الحركة ونقص الانتباه، وإعاقة المهارات الحركية الدقيقة، وضعف الذاكرة. وقد تم اقتراح نقص الحديد كآلية مسببة لهذه المشاكل.
وترتفع أخطار العيوب الخلقية عند الطفل إلى ضعفين وثلاثة أضعاف، ذلك عند وجود السكري النمط الأول أو الثاني عند الأم قبل الحمل.

## أهمية مستويات السكر في الدم أثناء الحمل
يعتبر ارتفاع مستوى السكر في الدم ضار للأم والجنين. ينصح الخبراء مرضى السكري بالحفاظ على مستوى السكر في الدم قريبا من المعدلات الطبيعية لمدة شهرين لثلاثة أشهر قبل التخطيط للحمل. يساعد الحفاظ على السكر قريبا من المعدلات الطبيعية قبل وأثناء الحمل، على حماية صحة الأم والطفل.
قد نحتاج لإعطاء الأنسولين لمرضى السكري من النمط الثاني عوضا عن خافضات السكر الفموية. وقد نحتاج لزيادة جرعة الأنسولين عند مرضى السكري من النمط الأول خلال الحمل. وينصح الأطباء بفحص مستويات السكر في الدم بشكل متكرر أكثر للمحافظة عليه قريبا من الحدود الطبيعية.

## إدارة الحمل عند الأم المصابة بالداء السكري
يمكن إدارة الداء السكري بفعالية من خلال: التخطيط المناسب للوجبات، زيادة النشاط البدني، وعلاج الأنسولين بشكل صحيح. بعض النصائح للسيطرة على مرض السكري في فترة الحمل تشمل:
- مكن إدارة داء السكري بفعالية من خلال التخطيط المناسب للوجبات، وزيادة النشاط البدني وعلاج الأنسولين بشكل صحيح. بعض النصائح للسيطرة على مرض السكري في فترة الحمل تشمل:

الوجبات: التوقف نهائيا عن تناول الحلويات، تناول ثلاث وجبات صغيرة، ووجبة واحدة إلى ثلاث وجبات خفيفة يوميًا، والحفاظ على أوقات الوجبات، وتضمين كمية متوازنة من الألياف على شكل فواكه وخضروات وحبوب كاملة.
- زيادة النشاط البدني: المشي والسباحة...
- مراقبة مستوى السكر في الدم بشكل متكرر، قد يطلب الأطباء التحقق من الغلوكوز في الدم أكثر من المعتاد.
- يجب أن يكون مستوى السكر في الدم أقل من 95 ملغم / ديسيلتر (5.3 ملي مول / لتر) عند الاستيقاظ، وأقل من 140 مجم / ديسيلتر (7.8 مللي مول / لتر) بعد ساعة واحدة من وجبة الطعام، وأقل من 120 مجم / ديسيلتر (6.7 مللي مول / لتر) بعد ساعتين من وجبة الطعام.
- احتفظ بسجل دقيق في كل مرة يتم فيها فحص مستوى السكر في الدم، احتفظ بسجل مناسب للنتائج وقدمه إلى فريق الرعاية الصحية لتقييم وتعديل العلاج. إذا كانت مستويات السكر في الدم أعلى من النسب الطبيعية، فقد يقترح فريق إدارة السكري طرقًا للوصول إلى هذه النسب.
- قد نحتاج إلى زيادة الأنسولين خلال فترة الحمل لبلوغ المستويات الطبيعية للسكر في الدم. الانسولين غير ضار للطفل.

## الرضاعة الطبيعية
الرضاعة الطبيعية جيدة للطفل حتى إن كانت الأم مريضة بالسكري. تتساءل بعض النساء عما إذا كانت الرضاعة الطبيعية موصى بها بعد تشخيص مرض السكري. يوصى بالرضاعة الطبيعية بالنسبة لمعظم الأطفال، بما في ذلك الأمهات المصابات بداء السكري. في الواقع، قد يكون خطر إصابة الطفل بالنوع الثاني من داء السكري في وقت لاحق من حياته أقل إذا كانت الرضاعة طبيعية. كما أنه يساعد الطفل على الحفاظ على وزن جسم صحي خلال مرحلة الرضاعة. ومع ذلك، فقد ثبت أن حليب الأمهات اللاتي لديهن مرض السكري لهن تركيبة مختلفة عن تلك التي لدى الأمهات غير المصابات بداء السكري، فهو يحتوي على مستويات مرتفعة من الغلوكوز والأنسولين وانخفاض الأحماض الدهنية المتعددة غير المشبعة.
على الرغم من أن فوائد الرضاعة الطبيعية لأطفال الأمهات المصابات بداء السكري قد تم توثيقها، إلا أن حليب الأمهات المصابات بداء السكري مرتبط أيضًا بتأخر تطور اللغة عند الطفل.

## التصنيف
تصنيف وايت، والذي يحمل اسم بريسيلا وايت ، وهي رائدة في مجال البحث عن أثر أنواع مرض السكري على الجنين، يستخدم هذا التصنيف على نطاق واسع لتقييم الخطر المحيط بالأم والجنين. والتصنيف يمييز بين سكري الحمل (نوع أ) ومرض السكري الذي كان موجود قبل الحمل (pregestational مرض السكري). تم تقسيم هاتين الفئتين وفقاً للمخاطر المرتبطة بها وإدارتها.
هناك فئتان من سكري الحمل (مرض السكري الذي بدأ أثناء الحمل): 
- الدرجة A1: : سكري الحمل؛ المسيطر عليه من خلال الحمية.
- الدرجة A2:: سكري الحمل؛ المسيطر عليه من خلال الأدوية.

المجموعة الثانية من مرض السكري الذي كان موجودا قبل الحمل يمكن تقسيمها إلى: 
- الفئة ب: بداية الإصابة بعمر 20 سنة أو أقل، أو لم تتجاوز الإصابة مدة 10 سنوات.
- الفئة ج: بداية الإصابة بعمر 10-19 سنة، أو مدة الإصابة 10-19 سنة.
- الفئة د: بداية الإصابة قبل سن 10، أو تجاوزت الإصابة مدة 20 سنة.
- الفئة و: اعتلال الشبكية لمرض السكري
- الفئة ص: متكاثر retinopathy
- الفئة ص-و: retinopathy وnephropathy
- الفئة ح: ischemic امراض القلب
- الفئة ر: قبل زرع الكلى

يكون هناك مخاطر أكبر عند السن المبكرة أو منذ زمن طويل مع المرض، ومن ثم الأنواع الفرعية الثلاثة الأولى.

## علاج النساء الحوامل المصابات بالداء السكري
ينبغي تنظيم مستويات الغلوكوز في الدم عند المرأة الحامل بأقصى قدر ممكن من الدقة. ترتبط مستويات أعلى من الغلوكوز في وقت مبكر من الحمل مع آثار تشوهات على الجنين. 
عام 2016 وضعت مؤسسة كوكرين عام 2016 نشرة للوقوف على أفضل مستوى للسكر في الدم لتوجيه علاج الأم المصابة بالداء السكري الحملي، وخلصت الدراسة إلى أنه لا توجد أدلة علمية لتحديد أفضل مستويات السكر في الدم لتحسين صحة النساء الحوامل المصابات بداء السكري وأطفالهن.

## الغذاء
إن الهدف الرئيس من التعديلات الغذائية هو تجنّب فترات الذروة في مستويات السكر في الدم. يتم ذلك من خلال تقسيم النشويات خلال فترة النهار بين وجبات أساسية ووجبات خفيفة ومن خلال استهلاك المأكولات التي تحتوي على مؤشر سكري منخفض. بما أن مقاومة مفعول الأنسولين هي الأعلى في الصباح يجب التقليل من تناول النشويات عند الفطور.
إن تناول عدد أكبر من الألياف في الأطعمة كالحبوب الكاملة، الفاكهة والخضار يمكن أن تقلّل أيضاً من خطر الإصابة بسكري الحمل.

## فوائد الرمان لمرضى السكري والحوامل
إن الفاكهة الطازجة تضمن الصحة السليمة للكثيرين وتحمي من الأمراض العديدة. وذلك لأنها تحتوي على الفيتامينات، والمعادن اللازمة للجسم.
ومن هذه الفاكهة المفيدة للجسم هو الرمان. إذ يعد من الفاكهة الغنية بالعناصر الغذائية ومضادات الأكسدة. هذا ويؤثر على التركيبة الجزيئية للخلايا.
تحتوي فاكهة الرمان على فيتامين (أ) و (ج) و (هـ) وعلى حمض «الفوليك» أيضاً. كما وإنها تحتوي على معدن الحديد والبوتاسيوم، والكالسيوم. ويعد الرمان من الفاكهة الغنية بالمواد الكيميائية النباتية مثل «الأنثوسيانين» و«حمض الإيلاجيك» و«البلارغونيدين» و«السيانيدين». ونظراً إلى هذا المحتوى من المواد الكيميائية النباتية، ويتمتع بخصائص مضادة للأكسدة والفيروسات، والأورام.